# Li Peng
I detta kinesiska namn är Li  (李) familjenamnet.
Li Peng, född 20 oktober 1928 i Chengdu, Sichuan, Kina, död 22 juli 2019 i Peking, var en kinesisk kommunistledare och politiker. Li var innan han gick i pension bland annat ledamot av politbyråns ständiga utskott 1987-2002, Kinas premiärminister 1987-1998, samt ordförande i Nationella folkkongressens ständiga utskott 1998-2003.
Li Peng, som har en bakgrund som teknolog, har framför allt kommit att förknippas med massakern på Himmelska fridens torg 1989, där han som premiärminister förordade en hård linje för att upprätthålla social ordning, något som i kombination med hans okarismatiska personlighet gjort honom till en av de minst omtyckta av kinesiska ledare i Kina.
Li är också känd som adoptivson till tidigare premiärministern Zhou Enlai (efter att hans far Li Shaoxun skjutits av nationalisterna då Li Peng var tre år gammal) och för att vara en av de mest drivande krafterna bakom vattenkraftsdammen De tre ravinernas damm i Hubei. Tillsammans med sin fru Zhu Lin fick Li Peng två söner och en dotter.